# Bazarji
Bazarji fou un suposat kan de l'Horda d'Or només esmentat per Hajji Abdul Ghassar- Hauria governat vers el 1361.
Segons el relat d'Hajji Abdul Ghassar, Kara Nogai va fer fugir a Mahmud Khizr i fou proclamat kan. La seva protectora la sultana Taidula va lamentar haver perdut un amant però aviat el va oblidar davant un nou company de llit; tot i que ja era gran conservava els seus impulsos sexuals i es va enamorar d'un jove de la casa de Genguis Kan de nom Bazarji al que va oferir la corona si li corresponia sexualment; ho va acceptar i la reina va aconseguir fer-lo proclamar kan al lloc de Kara Nogai però aviat es va mostrar indigne del tron i un tirà, i els seus excessos eren innombrables; Alibeg, un dels més distingits tàtars, fou assassinat i el seu fill Hassan es va refugiar a Coràsmia on va demanar ajut al governador Hussein. Aquest va marxar amb les seves forces cap a l'oest, i va derrotar a Bazarji, que fou mort amb la seva esposa. Bazaiji no és anomenat a les cròniques russes i no hi ha monedes seves, però també l'esmenta Khuandemir, si bé els dos autors s'haurien basat en una font comuna. Mort Bazarji, l'exkhan Khizr va poder tornar i va recuperar breument el poder.